# Биллингс, Александра
Александра Биллингс (англ. Alexandra Billings, род. 28 марта 1962) — американская актриса и певица. Транс-женщина, Биллингс начала свою профессиональную актёрскую карьеру в 1980-х на малой сцене, а с 2003 года начала работать перед камерой, появляясь в эпизодах сериалов «Карен Сиско», «Скорая помощь» и «Анатомия страсти». Также Биллингс снялась в двух неудачных телевизионных пилотах и имела роль второго плана в фильме «Роми и Мишель. В начале пути» (2005).
Биллингс родилась в Инглвуде, штат Калифорния, в семье музыкантов. Большую часть карьеры она провела на театральной сцене Чикаго, в том числе и в собственном шоу. Широкую известность она получила лишь после роли в отмеченном наградами сериале «Очевидное» в 2014 году.